# Apollo Mussin-Pushkin
O conde  Apollo Apollossowitsch Mussin-Pushkin  ou Apollos Apollossowitsch Mussin-Puschkin  (17 de fevereiro de 1760 – 18 de abril de 1805)  foi um químico e coletor de plantas russo.